# کاشیواموچی

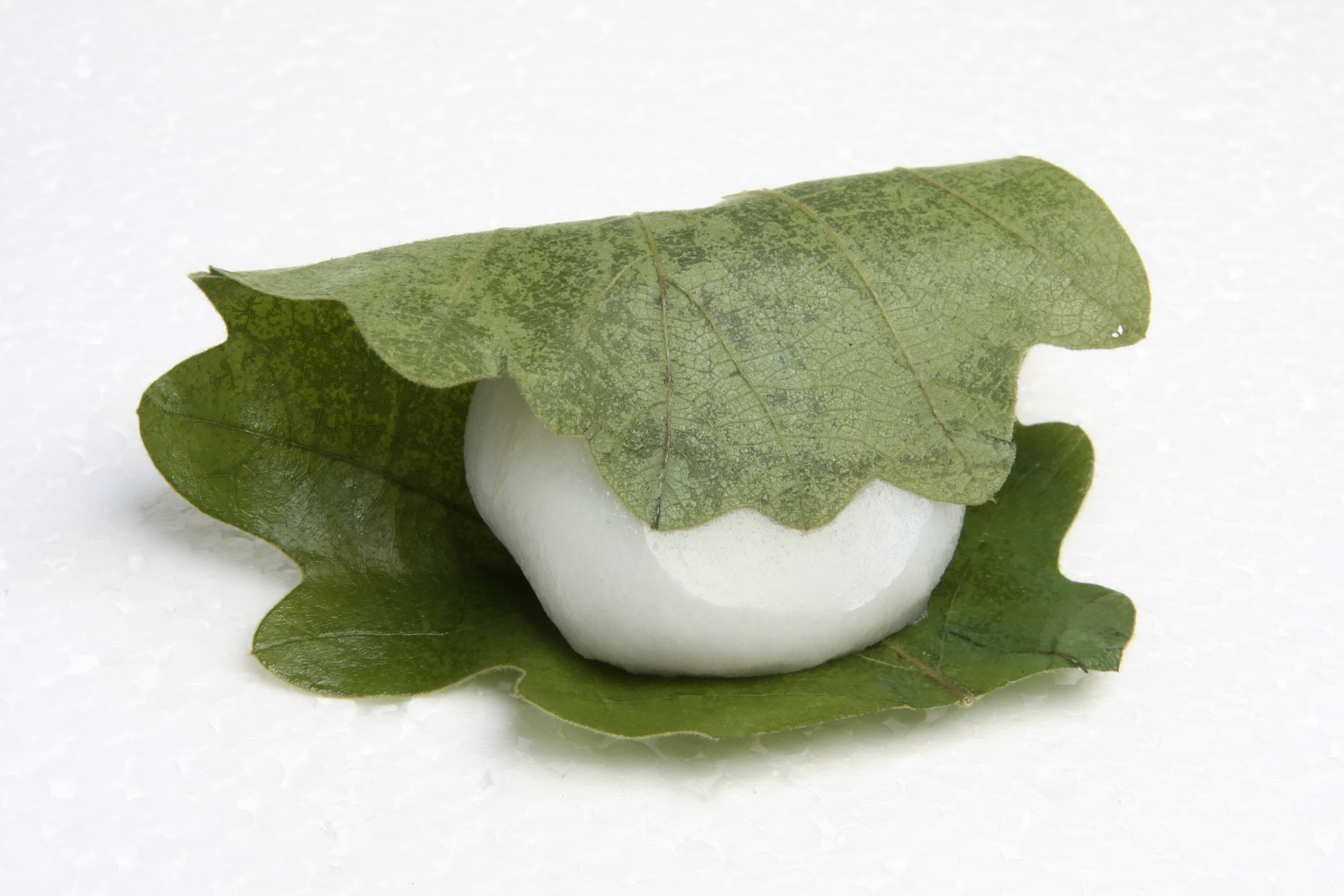
کاشیواموچی

کاشیواموچی (به ژاپنی: 柏餅 かしわもち) نام یک نوع شیرینی سنتی ژاپن است. این شیرینی و نوع دیگری از شیرینی‌های سنتی ژاپن به نام چیماکی در روز پنجم ماه ماه مه مصرف می‌شوند. برای درست کردن کاشیوامچی خمیر برنج را که مواد دیگری نیز به آن افزوده شده‌است، در برگ درخت کاشیوا یا بلوط می‌پیچند. معمولاً برگ‌های کهنهٔ درخت بلوط تا روئیدن برگ‌های تازه در روی شاخه‌ها باقی می‌ماند به همین دلیل بعضی از مردم ژاپن معتقدند که خانواده‌ها با خوردن این شیرینی تندرست زندگی می‌کنند و نسلشان قطع نمی‌شود.